# The Blues Brothers (jeu vidéo)
The Blues Brothers est un jeu vidéo développé et édité par Titus Software, sorti en 1991 et porté sur différents micro-ordinateurs et consoles dans les années qui ont suivi. C’est un jeu de plates-formes basé sur le film homonyme à propos du groupe de musique américain The Blues Brothers. Le jeu est sorti sur PC, Amstrad CPC, Amiga, Commodore 64 et Atari ST en 1991, puis sur NES en 1992 et sur la Game Boy en 1994. La musique du jeu est composée par Dimitri Yerasimos, plus connu sous le nom de Dimitri from Paris.
Une suite du jeu, intitulée The Blues Brothers: Jukebox Adventure, est sortie en 1993 sur PC et sur Super Nintendo, puis en 1994 sur la Game Boy.

## Synopsis
Le but du jeu est d'échapper à la police ainsi qu'à d'autres contrevenants, afin d'arriver dans une salle de spectacle pour y donner un concert de Blues. Une telle prestation nécessitant du matériel adapté, il faut par ailleurs trouver dans les différents niveaux du jeu une guitare, un microphone, un ampli, une affiche de concert et une partition de musique. Le jeu se déroule dans six lieux représentant six niveaux : un centre commercial, une usine, une prison, des égouts, un chantier, pour arriver enfin dans une salle de concert.

## Système de jeu
Le jeu peut se jouer en solitaire ou à deux sur le même ordinateur ou la même console. En solitaire, le joueur peut choisir entre deux personnages : Jack ou Elwood. Dans le mode multijoueur, chacun des deux joueurs doit choisir un personnage différent de l'autre.
Dans ce jeu en 2D à la troisième personne, l'écran est centré sur le personnage contrôlé (bien que cela change sur certains ordinateurs comme le PC, où le personnage n'est pas forcément centré mais reste toujours visible sur l'écran). En mode multijoueur, le cadre n'est centré que sur un seul des deux joueurs, ce qui peut se révéler assez difficile à gérer.
Chaque joueur commence le jeu avec trois parties jouables, composées chacune de trois vies (symbolisées par des cœurs). Chaque fois qu'un joueur entre en contact avec un ennemi ou un élément dangereux du décor, il perd une vie. Si le joueur perd ses trois vies, une nouvelle partie est engagée, et le jeu reprend au début du niveau en cours ou au milieu du niveau (si le joueur avait dépassé le milieu du niveau en question). Si le joueur perd ses trois parties, il a définitivement perdu le jeu (un écran « Game Over » s'affiche). Il est toutefois possible de gagner des vies et des parties au cours du jeu, en ramassant des disques (100 disques ramassés sont transformés en 1 vie supplémentaire), des cœurs (qui donnent directement une vie de plus), ou des lunettes de soleil assorties d'un chapeau (ce qui ajoute une partie supplémentaire potentielle). Il existe aussi des points d'interrogation (ou des paquets cadeaux dans la version Amstrad CPC) sur lesquels le joueur peut passer, qui peuvent soit donner des disques supplémentaires (par lot de 50, soit l'équivalent d'une demi-vie), soit en retirer (par lot de 20), soit faire danser le personnage pendant quelques secondes, ce qui peut s'avérer dangereux si un ennemi muni d'un pistolet se trouve dans les parages. Pour se défendre, le joueur dispose de sortes de caisses qu'il peut soulever, transporter, puis lancer sur ses ennemis.
Au cours du jeu, chaque joueur peut marcher en avant et en arrière, sauter, se baisser (notamment pour éviter des tirs ennemis), monter ou descendre grâce à des échelles, et nager (sans se soucier de la respiration...). Il est aussi possible de monter des marches en sautant de l'une à l'autre, et d'entrer dans des pièces pour y récupérer des disques ou une guitare dans le premier niveau, indispensable pour pouvoir passer au second niveau. En effet, le joueur devra récupérer dans chaque niveau un des objets mentionnés dans le synopsis ci-dessus pour pouvoir passer au niveau suivant en attrapant un petit drapeau situé en fin de niveau. Si le joueur a oublié de récupérer l'objet à trouver dans le niveau, il ne pourra pas passer au niveau suivant lorsqu'il prendra un des petits drapeaux.

## Critiques
Les critiques du jeu sont très positives. Le magazine Gen4 lui consacre trois pages dans son numéro d’octobre 1991. L’auteur juge le système de jeu « très proche de Mario Bros. », référence du genre. Il apprécie également la réalisation, et ce sur les différents ordinateurs testés : les versions Amiga, Atari ST et PC sont toutes trois jugées de qualité. Les musiques sont qualifiées de « superbes » : les quatre thèmes reproduits dans le jeu sont de grande qualité, notamment le Peter Gunn Theme. Le magazine conclut qu’il s’agit du « meilleur jeu de chez Titus, et l’un des meilleurs jeux de plates-formes du moment ».

### Médias externes
- [image] Face de la pochette du jeu
- [vidéo] Vidéo du jeu sur YouTube